# Relations entre la France et les Pays-Bas
Les relations entre la France et les Pays-Bas sont des relations internationales s'exerçant entre deux pays de membres de l'Union européenne, mais aussi frontaliers grâce à l'île de Saint-Martin dans les Caraïbes. Elles sont structurées par deux ambassades, l'ambassade de France aux Pays-Bas et l'ambassade des Pays-Bas en France. Les deux pays coopèrent dans les domaines judiciaires, économiques, militaires et culturels.

## Histoire
Au cours de la guerre de Trente Ans, le Royaume de France et les Provinces-Unies sont deux pays alliés, luttant contre l'hégémonie impériale des Habsbourg.
Depuis le Traité de Concordia de 1648, la France et les Pays-Bas coopèrent à leur frontière sur l'île de Saint-Martin. 
Sous le règne de Louis XIV, la France et l'Angleterre s'allie pour envahir les Provinces-Unies en 1672. Les relations franco-néerlandaises sont au plus bas. 
Les Provinces-Unies cherchent ensuite à contenir la puissance française. Elles s'allient aux Britanniques et aux Autrichiens lors de la guerre de succession d'Espagne.
Après la Révolution française, les Provinces-Unies deviennent une république sœur de la République française, sous le nom de République batave. Elles sont ensuite intégrées à l'ensemble impérial napoléonien.
En 1867, la crise luxembourgeoise est due à la volonté de Napoléon III d'acheter le Grand-Duché de Luxembourg aux Pays-Bas.
En 1940, des troupes françaises combattent aux Pays-Bas contre l'invasion allemande.
En 1951, la France et les Pays-Bas fondent la Communauté européenne du charbon et de l'acier avec quatre autres pays d'Europe de l'Ouest. En 1957, ils signent le Traité de Rome qui crée la Communauté économique européenne.

## Relations contemporaines

### Liens économiques
La France est au troisième rang en termes de stock d'IDE aux Pays-Bas, les Pays-Bas sont le deuxième investisseur en France selon le même critère. Les entreprises françaises et néerlandaises créent des synergies fructueuses, à l'image d'Air France-KLM et de Danone-Numico.

### Science et éducation
La France est le quatrième partenaire scientifique des Pays-Bas. 33 Alliances françaises sont implantées aux Pays-Bas, 18% des élèves de terminale aux Pays-Bas apprennent le français. 